# Гнилицька сільська рада (Охтирський район)
Гнилицька сільська́ ра́да — колишній орган місцевого самоврядування в Охтирському районі Сумської області. Адміністративний центр — село Гнилиця.

## Загальні відомості
- Населення ради: 372 особи (станом на 2001 рік)

## Населені пункти
Сільській раді були підпорядковані населені пункти:
- с. Гнилиця
- с. Молодецьке

## Склад ради
Рада складалася з 12 депутатів та голови.
- Голова ради: Тіщенко Володимир Іванович
- Секретар ради: Дерев'янко Наталія Миколаївна

### Керівний склад попередніх скликань
| Прізвище, ім'я, по батькові | Основні відомості                                                               | Дата обрання | Дата звільнення |
| --------------------------- | ------------------------------------------------------------------------------- | ------------ | --------------- |
| Тіщенко Володимир Іванович  | Сільський голова, 1962 року народження, освіта середня спеціальна, безпартійний | 26.03.2006   | 31.10.2010      |
| Тіщенко Володимир Іванович  | Сільський голова, 1962 року народження, освіта середня спеціальна, безпартійний | 31.10.2010   |                 |

Примітка: таблиця складена за даними сайту Верховної Ради України